# Usbeca cornuta
Usbeca cornuta là một loài bướm đêm trong họ Noctuidae.